# Ibrahima Tamba
Pour les articles homonymes, voir Tamba.
Ibrahima Tamba, né le 1er janvier 1967, est un athlète sénégalais.

## Palmarès
| Date | Compétition                                    | Lieu             | Résultat | Épreuve   | Performance  |
| ---- | ---------------------------------------------- | ---------------- | -------- | --------- | ------------ |
| 1988 | Championnats d'Afrique                         | Annaba           | 3e       | 4 x 100 m | 39 s 66      |
| 1992 | Championnats d'Afrique                         | Belle Vue Maurel | 2e       | 4 x 400 m | 3 min 7 s 77 |
| 1992 | Championnats de France d'Athletisme National 2 | Franconville     | 2e       | 200 m     | 21 s 19 s    |